# Helina malkini
Helina malkini är en tvåvingeart som beskrevs av Zielke 1974. Helina malkini ingår i släktet Helina och familjen husflugor.
Artens utbredningsområde är Angola. Inga underarter finns listade i Catalogue of Life.